# Kiểm soát đại dịch COVID-19 tại Việt Nam 2020
Việt Nam đã nhận biết các dấu hiệu đại dịch COVID-19 và có các biện pháp kiểm soát từ khá sớm. Đầu tháng 1 năm 2020, trên một số tờ báo lớn tại Việt nam đã bắt đầu đăng tin về một dịch bệnh "viêm phổi lạ" bùng phát tại Trung Quốc. Theo tờ Sức khỏe và Đời sống, chính phủ Việt Nam đã đề ra những hoạt động để ứng phó với tình hình bệnh bao gồm các biện pháp phối hợp trao đổi thông tin với WHO và truyền thông đến người dân.

## Xuất nhập cảnh
Thủ tướng Nguyễn Xuân Phúc đã chỉ đạo các biện pháp ngăn chặn và chống lại sự lây lan của bệnh sang Việt Nam cũng như cảnh báo công dân Việt Nam tránh đến các khu vực có dịch. Thứ trưởng Bộ Y tế Đỗ Xuân Tuyên cho biết Việt Nam đã cân nhắc việc đóng cửa biên giới với Trung Quốc là biện pháp đối phó cần thiết. Từ ngày 23 tháng 1, Saigon Tourist thông báo rằng họ đã hủy bỏ tất cả các tour du lịch đến hoặc quá cảnh ở Vũ Hán. Ngày 24 tháng 1, Cục hàng không dân dụng Việt Nam đã ra lệnh hủy bỏ tất cả các chuyến bay đến và từ Vũ Hán. Khi có ổ dịch "lớn" trên địa bàn, Vĩnh Phúc đã "thắt chặt" công tác giám sát, lập các chốt kiểm soát nhằm ngăn chặn dịch. Ngày 13 tháng 2, Quảng Ninh không cấp phép cập cảng cho tàu du lịch AIDAvita vì những lo ngại về tình hình dịch bệnh nhưng sau đó tỉnh đã bị nhắc nhở, yêu cầu chấn chỉnh do sự việc ảnh hưởng đến hoạt động kinh doanh và thu hút du lịch nhiều hơn là nguy cơ dịch bệnh. Tại buổi họp báo ngày 25 tháng 2 diễn ra tại Trung tâm báo chí Thành phố Hồ Chí Minh, Phó vụ trưởng Vụ Truyền thông Thi đua và Khen Thưởng (Bộ Y tế) Vũ Mạnh Cường khẳng định Việt Nam công khai, minh bạch và không giấu dịch. Theo cuộc họp của Ban Chỉ đạo Quốc gia phòng chống dịch bệnh COVID-19 sáng 11 tháng 3, Việt Nam đơn phương tạm ngừng miễn thị thực với công dân 8 nước châu Âu: Đan Mạch, Na Uy, Phần Lan, Thụy Điển, Anh, Đức, Pháp và Tây Ban Nha từ 0 giờ ngày 12 tháng 3 năm 2020 và thúc đẩy việc sử dụng khẩu trang với hành khách di chuyển bằng đường hàng không.
Sáng 14 tháng 3, Bộ Ngoại giao thông báo Chính phủ quyết định tạm ngừng nhập cảnh trong thời hạn 30 ngày kể từ 12 giờ ngày 15 tháng 3 năm 2020 đối với người đến từ hoặc đã đi qua các nước thuộc khu vực Schengen và Vương quốc Anh và Bắc Ireland (Anh Quốc) trong vòng 14 ngày trước ngày dự kiến đến Việt Nam; tạm dừng việc cấp thị thực tại cửa khẩu. Từ 15 tháng 3, Vietnam Airlines ngừng chuyên chở hành khách trên các chuyến bay từ Luân Đôn, Paris, Frankfurt tới Việt Nam. Từ 25 tháng 3, hãng sẽ giảm 14 chuyến bay mỗi tuần của các đường bay giữa TP. Hồ Chí Minh, Hà Nội và 3 địa điểm trên. Ngày 17 tháng 3 năm 2020, Văn phòng Chính phủ ra thông báo 102/TB-VPCP kết luận của Thủ tướng Chính phủ tại cuộc họp Thường trực Chính phủ về phòng, chống dịch COVID-19. Theo đó, việc tạm ngừng cấp thị thực cho người nước ngoài nhập cảnh Việt Nam bị triển khai trong khoảng thời gian 30 ngày, bắt đầu từ 0 giờ ngày 18 tháng 3 năm 2020. Trong khoảng thời gian từ ngày 25 tháng 3 đến hết 31 tháng 3 năm 2020, các hãng hàng không dừng chuyển người Việt về sân bay Tân Sơn Nhất do các khu cách ly tại Thành phố Hồ Chí Minh đang rơi vào tình trạng quá tải. Lượng người cách ly tại các địa phương cũng tăng trong những ngày cuối tháng ba. Tương tự, Bộ Giao thông Vận tải đã chỉ đạo Cục Hàng không ngừng vận chuyển công dân Việt Nam trên các chuyến bay quốc tế về sân bay Nội Bài. Thay vào đó, các chuyến bay sẽ hạ cánh xuống sân bay Vân Đồn. Các cửa khẩu đường bộ tiếp giáp Lào, Campuchia, Trung Quốc cũng bị thắt chặt, tăng cường nhân lực ứng phó.
Từ ngày 1 tháng 9, Việt Nam triển khai thu phí cách ly với tất cả các trường hợp nhập cảnh.

## Khai báo y tế và công nghệ phòng chống dịch

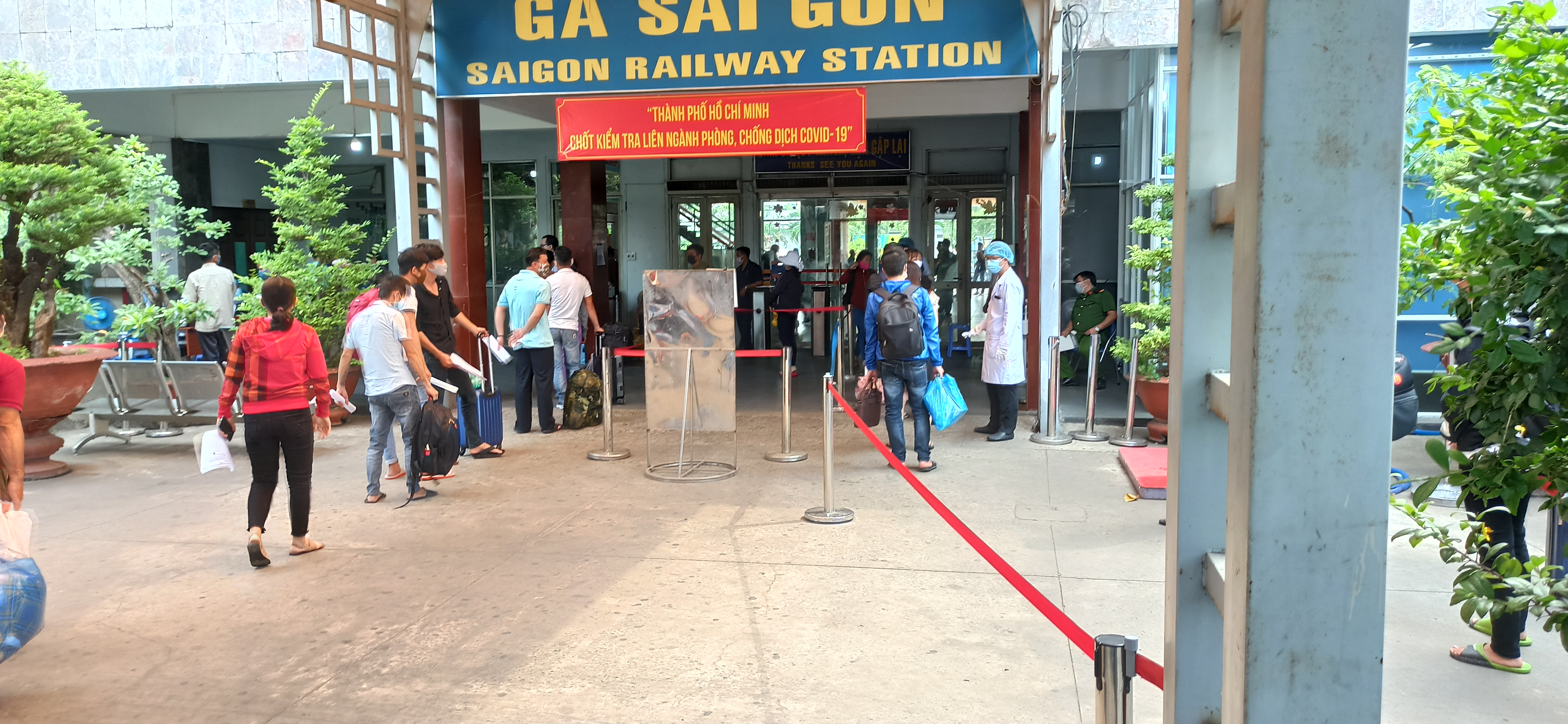
Khai báo y tế tại Ga Sài Gòn

Từ ngày 7 tháng 3, du khách bắt buộc phải khai báo y tế khi nhập cảnh Việt Nam. Từ ngày 10 tháng 3 năm 2020, Việt Nam thực hiện khai báo sức khỏe toàn dân để kiểm soát dịch bệnh một cách tổng thể. Thông tin khai báo bị quản lý chặt, chỉ phục vụ chống dịch, không dùng vào mục đích khác. Từ ngày 21 tháng 3 năm 2020, hành khách di chuyển bằng tàu hỏa, máy bay, xe khách trong nước phải khai báo y tế điện tử.
Viện Sức khỏe nghề nghiệp và Môi trường kết hợp với Trường Đại học Bách khoa Hà Nội đã chế tạo ra buồng khử khuẩn toàn thân có thể di động, nhằm đối phó, phòng chống dịch COVID-19. Có hai kiểu buồng này, bao gồm: loại sử dụng nước muối ion hóa dạng phun sương toàn thân để sát khuẩn bề mặt cơ thể và loại khác là buồng khô khử khuẩn bằng nhiệt từ 35 đến 40 °C, kết hợp với phun ozon. Sau đó một số doanh nghiệp cũng chế tạo và bắt đầu bán các loại buồng khử khuẩn của họ. Ngày 24 tháng 3, Sân bay Quốc tế Nội Bài chính thức đưa vào hoạt động buồng khử khuẩn toàn thân tại Nhà điều hành của sân bay, chế tạo bởi nhóm các kỹ sư của Trung tâm Dịch vụ kỹ thuật hàng không Nội Bài. Tuy nhiên, Bộ Y tế ra khuyến cáo rằng buồng khử khuẩn đang bị các chuyên gia xem xét, đánh giá hiệu quả khử khuẩn toàn thân, yêu cầu người dân, các cơ quan, tổ chức không nên sử dụng để bảo đảm an toàn. Chiều ngày 26 tháng 3, Cục Quản lý môi trường y tế đã có văn bản cho biết đây là đề xuất, sáng kiến cho các giải pháp hỗ trợ phòng chống dịch COVID-19 nhưng đề xuất này vẫn chưa bị Hội đồng khoa học cấp bộ thông qua, do chưa đủ tài liệu chứng minh cũng như cần phải được đánh giá sự hiệu quả trong việc tiêu diệt virus và an toàn đối với người sử dụng.
Ngày 18 tháng 4, ứng dụng Bluezone ra mắt nhằm truy vết tiếp xúc và cảnh báo người nhiễm COVID-19. Ứng dụng được sử dụng rộng rãi tại Việt Nam từ tháng 8 Bên cạnh đó, hãng điện thoại VinSmart cũng cho ra dòng sản phẩm có tích hợp miếng dán màn hình có khả năng kháng khuẩn SARS-CoV-2.

## Diễn tập
Ngày 4 tháng 3, dưới sự chỉ đạo của Đại tướng Ngô Xuân Lịch và Quyền Bộ trưởng Bộ Y tế Vũ Đức Đam, một buổi diễn tập phòng, chống dịch bệnh với quy mô chưa từng có đã diễn ra trong toàn quân. Quân đội đã xây dựng tình huống diễn tập theo 5 cấp độ diễn biến dịch khác nhau. Trong đó, ở cấp độ thứ năm, các đơn vị đã tính đến phương án Việt Nam có từ 3.000 đến 30.000 ca nhiễm và dịch lan vào một vài đơn vị của quân đội. Sau hơn 2 giờ thực hành, cuộc diễn tập phòng, chống dịch của quân đội được đánh giá đạt yêu cầu đề ra. Qua buổi diễn tập, Phó thủ tướng Vũ Đức Đam nhấn mạnh tinh thần "không được chủ quan, lơ là", phải "lường trước nhiều khả năng biến động tiêu cực của dịch để có giải pháp ứng phó thích hợp".

## Biện pháp xã hội

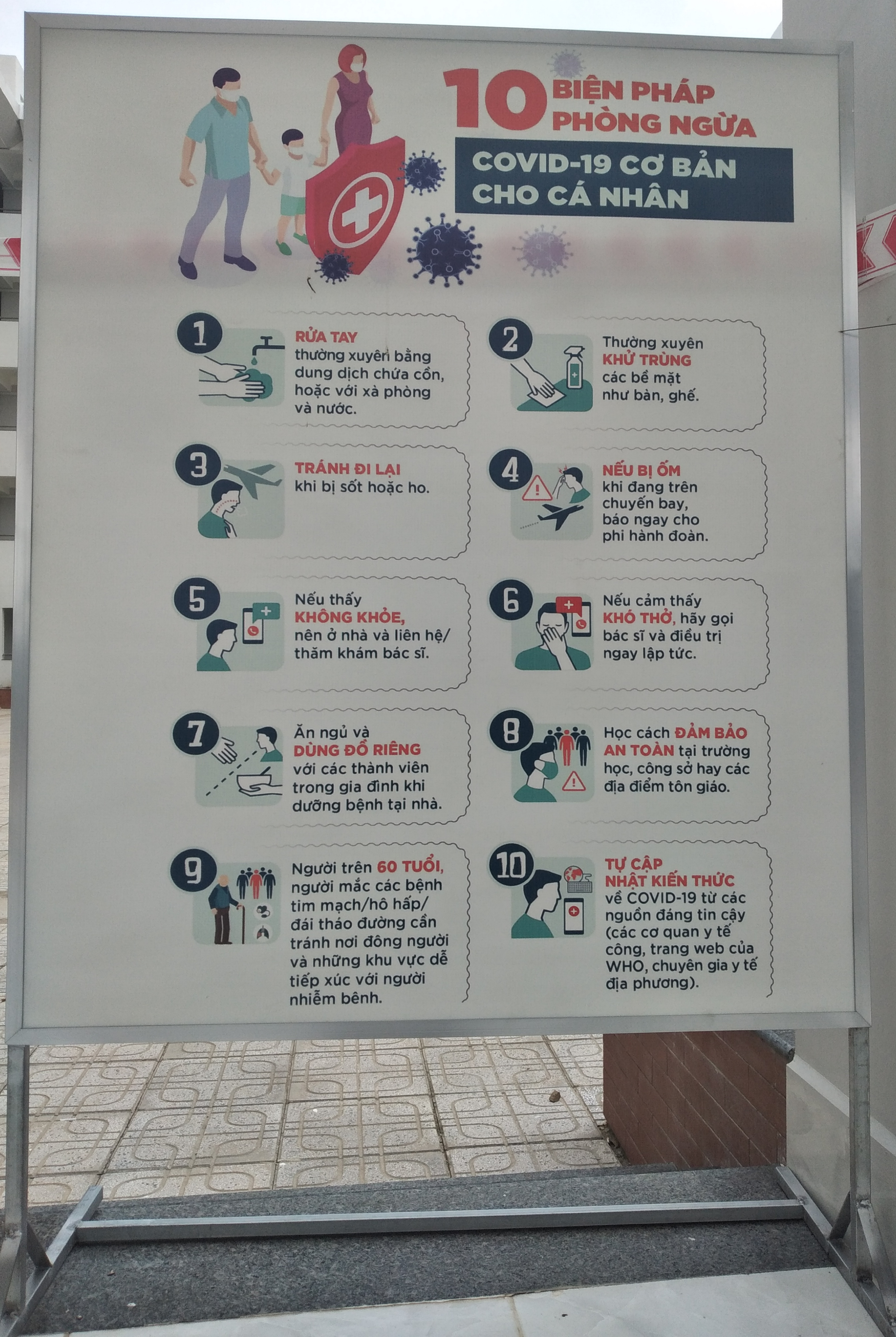
Theo Bộ Y tế, mỗi cá nhân nên áp dụng 10 biện pháp trên đây để phòng ngừa COVID-19

Các hoạt động tập trung đông người tại các địa phương bị hạn chế, đồng thời một số nơi thực hiện đo thân nhiệt, trang bị chất sát khuẩn, phát khẩu trang miễn phí, siết chặt kiểm soát nhằm giảm thiểu rủi ro lây nhiễm trong cộng đồng như lập các chốt chặn giao thông ở cửa ngõ của mỗi tỉnh; đóng cửa các hàng quán; thiết lập buồng khử khuẩn; lập tổ chống dịch. Một số nơi thực hiện khử trùng hoặc hạn chế việc đi lại của người dân. Những chuyến bay đón công dân từ các vùng dịch về nước đã bị thực hiện. Việc di chuyển giữa các tỉnh thành bị kiểm soát chặt chẽ. Theo chỉ đạo của Thủ tướng, để chủ động phòng, chống dịch COVID-19 lây lan trong cộng đồng, từ ngày 16 tháng 3 năm 2020, người dân phải thực hiện nghiêm việc đeo khẩu trang tại các nơi công cộng có tập trung đông người như tại siêu thị, sân bay, nhà ga, bến xe, trên các phương tiện giao thông công cộng..., đồng thời giao 2 bộ Công thương và Y tế chỉ đạo bảo đảm sản xuất, cung ứng khẩu trang bảo đảm chất lượng đáp ứng nhu cầu sử dụng của nhân dân. Theo PGS. TS.BS Lương Ngọc Khuê, Cục trưởng Cục Quản lý Khám chữa bệnh của Bộ Y tế, mọi bệnh viện vô cảm, thờ ơ với hoạt động chống dịch sẽ bị đóng cửa. Chiều ngày 25 tháng 3 năm 2020, Chủ tịch UBND Thành phố Hà Nội Nguyễn Đức Chung đã ra lệnh đóng cửa mọi hàng quán cho đến ngày 5 tháng 4 năm 2020, trừ hàng thiết yếu như xăng dầu, thực phẩm. Trước đó một ngày, Thành phố Hồ Chí Minh cũng đã có công văn yêu cầu đóng cửa các cơ sở kinh doanh ăn uống trên 30 người, cơ sở làm đẹp, phòng gym,...
Sáng 26 tháng 3 năm 2020, tại phiên họp thường kỳ 2 lần/tuần của Thường trực Chính phủ về phòng chống dịch COVID-19, Thủ tướng Chính phủ Nguyễn Xuân Phúc yêu cầu "dừng triệt để các nghi lễ tôn giáo", khẳng định sẽ xử lý nghiêm chính quyền địa phương nếu để xảy ra việc tập trung quá 20 người, đồng thời tạm dừng các dịch vụ ăn uống, tụ điểm vui chơi,... Riêng 5 thành phố trực thuộc trung ương cần đóng cửa toàn bộ cơ sở cung cấp dịch vụ, trừ dịch vụ cung cấp thực phẩm, dược phẩm, các cơ sở khám chữa bệnh. Bộ GTVT chỉ đạo hạn chế các chuyến bay nội địa từ Hà Nội và Thành phố Hồ Chí Minh. Từ 0 giờ ngày 28 tháng 3 năm 2020, các địa phương có trách nhiệm quản lý đối với người dân từ các thành phố, khu vực đang có dịch như đi từ vùng dịch. Trong cuộc họp Ban chỉ đạo phòng chống COVID-19 chiều 26 tháng 3, Nguyễn Thiện Nhân, Bí thư Thành uỷ Thành phố Hồ Chí Minh đã đề nghị UNBD thành phố này ra chỉ thị buộc người dân phải dùng khẩu trang khi ra đường, kể từ ngày 27 tháng 3. Thêm vào đó, xe buýt nội thành, ôtô khách liên tỉnh tại đây sẽ ngừng hoạt động trong 2 tuần, bắt đầu từ 18 giờ ngày 27 tháng 3 năm 2020. Cùng ngày, Hà Nội bắt đầu giảm 80% chuyến xe buýt (khoảng 12.400 lượt/ngày), kéo dài cho đến ngày 5 tháng 4 và tiếp tục tuỳ theo tình hình dịch bệnh.

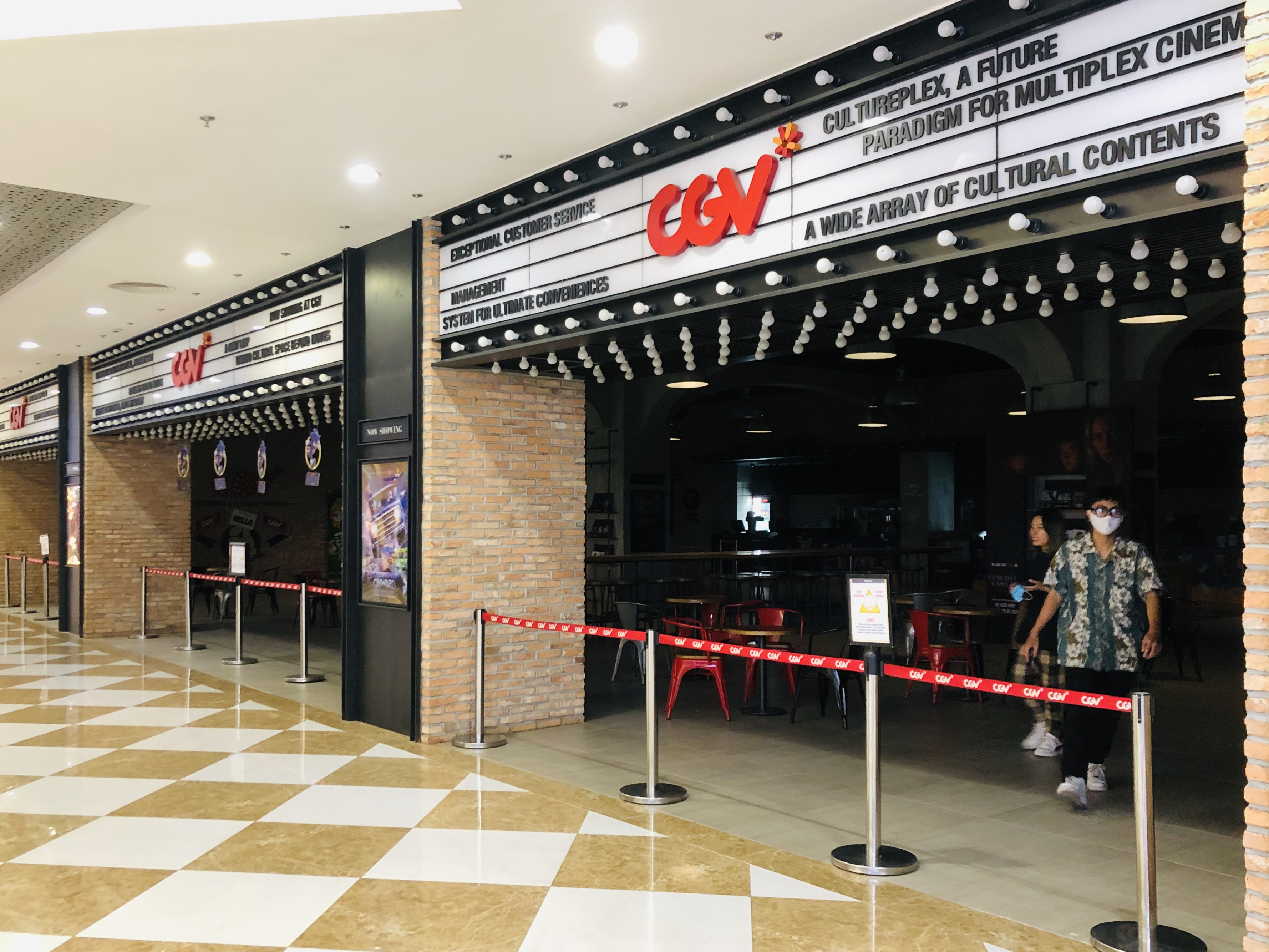
Rạp CGV tại Times City, Hà Nội tạm thời đóng cửa

Ngày 27 tháng 3 năm 2020, Thủ tướng Chính phủ ban hành Chỉ thị số 15/CT-TTg, trong đó chấp nhận thiệt hại kinh tế, nêu rõ bảo vệ sức khoẻ công dân là ưu tiên hàng đầu; dừng việc tụ tập đông người, trên 20 người 1 phòng, trên 10 người ở nơi công cộng; thiết lập khoảng cách 2 mét giữa người với người nơi công cộng; mọi hoạt động văn hóa, thể thao, giải trí, tôn giáo đều tạm ngừng; các cơ sở kinh doanh trừ việc kinh doanh các loại hàng hóa thiết yếu đều bị đình chỉ; người dân được khuyến cáo hạn chế di chuyển, nhất là từ nơi có dịch; việc nhập cảnh phải được kiểm soát chặt chẽ và các lực lượng tuyến đầu chống dịch phải được đảm bảo an toàn. Chỉ thị cũng yêu cầu các Bộ Thông tin - Truyền thông và Y tế liên tục thông tin đầy đủ, kịp thời, minh bạch; xử lý nghiêm các trường hợp không tuân thủ biện pháp cách ly.
Ngày 28 tháng 3, trong cuộc họp trực tuyến với Thành phố Hà Nội, Bệnh viện Bạch Mai và các chuyên gia, Phó thủ tướng Vũ Đức Đam nhấn mạnh việc tập trung lực lượng, kiên quyết dập ổ dịch tại Bệnh viện Bạch Mai, đồng thời nhấn mạnh việc dập dịch tại đây "là nhiệm vụ rất quan trọng trong những ngày tới". Trước đó, Thứ trưởng Bộ Y tế Nguyễn Trường Sơn đã nhận định rằng Bệnh viện Bạch Mai là một ổ dịch. Toàn bộ 18 nghìn người từng đến bệnh viện này khám bệnh kể từ ngày 12 tháng 3 được nhắn tin yêu cầu thực hiện cách ly. Từ 0 giờ cùng ngày, Thành phố Hồ Chí Minh dừng mọi hoạt động tham quan, du lịch. Vào ngày 29 tháng 3, Thứ trưởng Tài chính, Đỗ Hoàng Anh Tuấn, dựa theo Chỉ thị số 15 của Thủ tướng Chính phủ, đã kiến nghị tạm dừng hoạt động kinh doanh xổ số kiến thiết, dịch vụ trò chơi có thưởng, casino. Nguyễn Xuân Phúc sau đó đồng ý với kiến nghị này, song cho rằng: "Vấn đề quan trọng là giải quyết an sinh cho người nghèo thế nào, thì phải bàn". Ngày 30 tháng 3, Thủ tướng Phúc tại cuộc họp Thường trực Chính phủ về phòng chống COVID-19 đã đồng ý sẽ công bố dịch trên toàn quốc; yêu cầu dừng vận chuyển công cộng và hạn chế phương tiện cá nhân; nhấn mạnh yêu cầu dập các ổ dịch, đồng thời nêu cao tinh thần chống dịch "tỉnh nào ở tỉnh đó, huyện nào ở huyện đó và nhà nào ở nhà đó". Chính phủ cũng cho phép Bệnh viện Bạch Mai được tiếp tục nhận các ca bệnh nặng. Cũng trong buổi chiều cùng ngày, Tổng bí thư, Chủ tịch nước Nguyễn Phú Trọng đưa ra lời kêu gọi cả nước đoàn kết chống dịch. Từ ngày 31 tháng 3, Hà Nội triển khai 10 trạm xét nghiệm, sử dụng bộ test nhanh của Hàn Quốc. Sẽ có trạm xét nghiệm nhanh ở toàn bộ 30 quận, huyện toàn thành phố theo kế hoạch.

### Giãn cách toàn xã hội
Ngày 31 tháng 3 năm 2020, Thủ tướng Chính phủ đã ban hành Chỉ thị số 16 về thực hiện các biện pháp cấp bách phòng, chống dịch COVID-19. Theo đó, thực hiện giãn cách toàn xã hội trong vòng 15 ngày, kể từ 0 giờ ngày 1 tháng 4 năm 2020 trên phạm vi toàn quốc, bị xem là một biện pháp cao hơn để phòng chống dịch bệnh nhưng không phải là phong tỏa toàn quốc. Chỉ thị này yêu cầu mọi người ở nhà, chỉ ra đường trong trường hợp thật sự cần thiết như mua thực phẩm, thuốc men, cấp cứu. Trong khi đó, các nhà máy, cơ sở sản xuất, kinh doanh dịch vụ, hàng hóa thiết yếu vẫn được hoạt động, các trường hợp khẩn cấp khác đều tạm dừng; thực hiện nghiêm chỉnh việc giữ khoảng cách tối thiểu 2 mét khi giao tiếp; không tập trung quá 2 người ngoài phạm vi công sở, trường học, bệnh viện và tại nơi công cộng. Chiều ngày 3 tháng 4 năm 2020, Chủ tịch UBND Thành phố Hà Nội Nguyễn Đức Chung tại buổi họp Ban chỉ đạo phòng chống COVID-19 yêu cầu tăng cường kiểm tra, xử phạt người ra đường không có lí do chính đáng; tiếp tục đề nghị người dân trên địa bàn ở nhà.
Nhằm triển khai chỉ thị của Thủ tướng, một số tỉnh thành trên cả nước đã đóng cửa các công trình công cộng, lập các tổ công tác liên tục đi tuần tra, tuyên truyền và nhắc nhở người dân thực hiện các biện pháp chống dịch. Tuy nhiên, ở một số địa phương như Quảng Ninh, Thái Bình đã xảy ra tình trạng "cực đoan", thực hiện sai chỉ đạo, làm ảnh hưởng đến quá trình sản xuất, lưu thông hàng hoá. Tối ngày 3 tháng 4 năm 2020, Chính phủ bãi bỏ biện pháp dừng, ngăn cấm người và phương tiện qua lại vì thực hiện không đúng "cách ly xã hội". Trong thời gian cách ly, siêu thị, chợ dân sinh vẫn tiếp tục hoạt động, bổ sung các điểm bán hàng lưu động, dã chiến. Nhà nước thực hiện việc điều phối, vận chuyển hàng hóa thiết yếu từ kho dự trữ để cung cấp cho các địa điểm trong trường hợp phong tỏa hoặc giới nghiêm. Mặc dù hầu hết các loại xe đều bị tạm ngưng, các loại xe công vụ, thiết yếu, xe máy hai bánh và việc giao hàng bằng xe máy vẫn được phép hoạt động. Đường bay giữa Hà Nội và TP. HCM giảm xuống còn 2 chuyến khứ hồi mỗi ngày, tất cả đường bay khác đều bị tạm ngưng. Toàn bộ tàu khách địa phương cũng bị dừng và không đưa người ra các đảo.
Ngày 26 tháng 3, Bộ Giáo dục và Đào tạo gửi công văn tới các cơ sở đào tạo đại học, Sở GD và ĐT tất cả tỉnh thành thực hiện việc khai báo y tế tự nguyện cho 2,4 triệu học sinh, sinh viên và 1,5 triệu giáo viên trên toàn quốc. Từ tháng 2 đến tháng 4 năm 2020, Bộ Giáo dục và Đào tạo đã đình chỉ tất cả hoạt động của các trường học trên toàn quốc  và đã di dời lịch năm học và kỳ thi THPT quốc gia để hạn chế sự lây lan của virus.
Từ ngày 28 tháng 7 đến ngày 4 tháng 9, thành phố Đà Nẵng thực hiện giãn cách xã hội. Từ ngày 12 tháng 8, Đà Nẵng phát thẻ cho người dân đi chợ theo ngày chẵn - lẻ nhằm thực hiện phương án phân chia tần suất đi chợ cho người dân trên toàn địa toàn.

## Phòng vệ cá nhân
Bộ Y tế Việt Nam kêu gọi người dân tích cực thực hiện phòng vệ cá nhân chống COVID-19 với 5 biện pháp cơ bản (gọi tắt là 5K) gồm:
1- Khẩu trang: Mang khẩu trang che miệng, mũi bất cứ khi nào ra khỏi nhà. Luôn đeo khẩu trang ở nơi công cộng, ở bệnh viện,
2- Khử khuẩn: Thường xuyên rửa tay bằng dung dịch sát khuẩn hoặc xà phòng. Thường xuyên lau chùi bề mặt đồ vật thường tiếp xúc bằng tay, lau rửa nhà cửa sạch sẽ,thông khí tự nhiên thoáng mát, hạn chế sử dụng điều hòa nhiệt độ.
3- Giữ khoảng cách khi tiếp xúc với người khác, tối thiểu là 2 m.
4- Không tập trung đồng người. Tùy theo tình hình mức độ của dịch bệnh, việc tập trung đồng người có thể bị giới hạn từ mức cao (không quá 50 người) tới mức thấp (không quá 3 người).
5- Khai báo y tế: Người dân bắt buộc phải khai báo y tế khi đến các bệnh viện, cơ sở y tế, khi sử dụng phương tiện giao thông công cộng như xe khách, xe bus, tàu hỏa, máy bay, tàu thủy, khi đến một số địa điểm có quy định khai báo y tế. Trong trường hợp trở về địa phương từ vùng có dịch hoặc di chuyển quan vùng có dịch, người dân cũng bắt buộc phải khai báo y tế.  từ vùng có dịch Việc khai báo y tế có thể thực hiện bằng cách điền vào mẫu trên giấy hoặc sử dụng phần mềm "Khai báo y tế" do Bộ Y tế ban hành.

## Chẩn đoán và điều trị
Từ những kinh nghiệm thu được từ dịch SARS năm 2003, Việt Nam được nói là "đã chủ động trong việc điều trị các bệnh nhân COVID-19". Theo đó, phương pháp mấu chốt là tạo môi trường thông thoáng khí, không sử dụng điều hòa và thường xuyên khử khuẩn. Bên cạnh đó, việc điều trị các triệu chứng lâm sàng kết hợp với vật lý trị liệu cùng một chế độ dinh dưỡng phù hợp và ổn định tâm lý người bệnh cũng góp phần trong việc chữa trị.
Việc điều trị bệnh nhân dựa theo phác đồ điều trị của Bộ Y tế và những khuyến cáo mới nhất theo hướng dẫn của Tổ chức Y tế thế giới, tập trung chính vào việc điều trị suy hô hấp, oxy liệu pháp và đích oxy máu; theo dõi bệnh nhân cẩn thận vào ngày thứ 7-10 của bệnh. Với các trường hợp nặng, thì tùy theo tình trạng bệnh nhân, các bác sĩ sẽ sử dụng một số phương pháp can thiệp như thở oxy, đặt máy thở, đến tim phổi nhân tạo, kết hợp kháng virus và kháng sinh.  Một số loại thuốc kháng virus cũng bị xem xét khi có đủ các bằng chứng chứng minh là hiệu quả. Theo Bộ Y tế, người bệnh có 2 mẫu thử nghiệm âm tính liên tiếp (cả dịch tỵ hầu và dịch họng) cách nhau ít nhất 24 giờ có thể được công bố khỏi bệnh. Người bệnh phải tự cách ly ở nhà 14 ngày sau đó khi xuất viện. Phương pháp chiết tách huyết tương từ người khỏi bệnh để điều trị cho bệnh nhân nặng cũng bị tính đến.
Một số trường hợp mắc COVID-19 tại Việt Nam, khi có kết quả xét nghiệm âm tính nhưng sau đó lại dương tính trở lại. Chuyên gia Hàn Quốc bác bỏ khả năng "tái nhiễm", giả thiết các bệnh nhân có kết quả xét nghiệm dương tính trở lại với virus SARS-CoV-2 là do còn một lượng xác virus mà theo họ, khả năng là do "thu thập RNA từ virus đã hết hoạt động". Điều này có thể là người bệnh chưa hoàn toàn hết bệnh, do đó virus vẫn còn tồn tại trong cơ thể. Ngoài ra, cũng có trường hợp do người lành mang trùng (người mang mầm bệnh không triệu chứng), mặc dù "chưa thực sự chắc chắn".
Cuối tháng 7, đầu tháng 8 năm 2020, sau khi Đà Nẵng ghi nhận những ca mắc mới trong cộng đồng, Bộ Y tế đã tiến hành lấy mẫu xét nghiệm và giải mã trình tự gen. Kết quả cho thấy đây là chủng mới đột biến, có tỉ lệ lây nhiễm cao hơn. Bộ Y tế sau đó công bố phác đồ điều trị mới, trong đó phân loại bệnh nhân theo 5 cấp lâm sàng. Từ "không có triệu chứng lâm sàng" đến "nguy kịch và gặp các biến chứng". Phác đồ mới cũng yêu cầu bệnh nhân phải có 3 lần xét nghiệm âm tính mới được xuất viện.
Có một tin đồn không rõ nguồn gốc được cho là dựa trên tuyên bố của Tổng thống Mỹ Donald Trump cho rằng thuốc trị sốt rét có thể phòng ngừa COVID-19, khiến một bộ phận người dân "đổ xô đi mua loại thuốc này". Theo Bộ Y tế, chưa có bằng chứng nào cho thấy thuốc này có thể chữa trị COVID-19. Trước tình trạng đó, Cục Quản lý dược ban hành văn bản chỉ thị chỉ được bán thuốc sốt rét cho người bệnh có đơn thuốc và xử lý "nghiêm" các cơ sở bán không cần đơn.

## Đánh giá

### Quốc nội
Theo Dân trí, một số du học sinh người Hàn đã bày tỏ sự "yên tâm" trước công tác phòng dịch của Việt Nam. Trong một khảo sát do Viện nghiên cứu Dalia Research công bố ngày 30 tháng 3 năm 2020, 62% người Việt cho rằng chính phủ đã thực thi các biện pháp kiểm soát dịch bệnh COVID-19 phù hợp dù "hơi quá quyết liệt" và 13% phản hồi "không biết". Theo khảo sát, Việt Nam là quốc gia có độ hài lòng cao nhất thế giới về phản ứng của chính phủ đối với dịch bệnh (tiếp theo là Argentina (61%), Áo (58%), Singapore (57%), Trung Quốc (56%), Nam Phi (56%)). Một khảo sát của tạp chí Forbes đánh giá mức độ tín nhiệm của người dân với chính phủ lên đến 89%, dẫn đầu trong danh sách các quốc gia được khảo sát.
Nhà bất đồng chính kiến, tiến sĩ Nguyễn Quang A thừa nhận Việt Nam chống dịch hiệu quả, nhận được sự đánh giá cao từ người dân; cho rằng vai trò nổi bật nhất trong chống dịch bệnh là Vũ Đức Đam và Nguyễn Đức Chung.
Tiến sĩ Lê Vĩnh Triển và tiến sĩ Nguyễn Quỳnh Huy tại Trường Đại học Kinh tế Thành phố Hồ Chí Minh nhận xét "Trung Quốc độc đoán về kiểm soát dịch bệnh. Thế giới theo dõi hậu quả khi một chế độ độc tài đã làm bùng phát dịch tại Vũ Hán ở Trung Quốc. Việt Nam kết hợp các nguyên tắc dân chủ và thực hành độc đoán. Chính phủ Việt Nam dường như nhận ra rằng việc chặn thông tin kiểu Trung Quốc chỉ làm tình hình tồi tệ hơn và người dân sẽ nghi ngờ các chiến dịch tuyên truyền về dịch bệnh từ trên xuống. Trong cách làm ngược lại, chính quyền Việt Nam vẫn minh bạch về thông tin về dịch bệnh, đồng thời không hạn chế thông tin trên Facebook". Trên The Diplomat, hai tác giả Minh Vu và Bich T. Tran phân tích: "Trong khi Hàn Quốc và Đài Loan có đủ khả năng xét nghiệm diện rộng, Việt Nam thiếu các nguồn lực và thay vào đó chọn cách phòng ngừa có chọn lọc nhưng chủ động. Bất chấp bản chất vi phạm [quyền công dân] của những phản ứng này, yếu tố cơ bản tạo nên thành công của chính phủ Việt Nam là huy động chủ nghĩa dân tộc Việt Nam khi đóng khung virus như giặc ngoại xâm. Bằng cách minh bạch và chủ động truyền thông với công chúng, chính phủ đã có được tín nhiệm và duy trì niềm tin trước công chúng".
Tiến sĩ kinh tế Trần Đình Thiên phân tích "chỉ cứu những doanh nghiệp có khả năng đứng dậy sau dịch, có khả năng hợp tác để vươn lên. Doanh nghiệp chúng ta sau dịch còn phải cạnh tranh rất khốc liệt với doanh nghiệp nước ngoài nếu không muốn bị họ đè xuống. Thứ nhất, những trói buộc về thể chế lâu nay không thay đổi được, thì nay, trong "hoàn cảnh đặc biệt, có thể làm được. Thứ hai, cấu trúc thương mại đầu tư phải thay đổi. Lâu nay nói đến công nghiệp 4.0 như là một cơ hội đuổi kịp thế giới. Đối với Việt Nam, tôi nghĩ đứng trên lập trường lợi ích quốc gia, chúng ta phải ủng hộ ông Donald Trump, ủng hộ Hoa Kỳ đưa ra những chính sách tuyệt vời để đưa Hoa Kỳ sớm trở lại quỹ đạo bình thường".
Hiệp hội công nghiệp hỗ trợ Việt Nam (VASI) cho rằng công nghiệp hỗ trợ của Việt Nam hầu như không đáp ứng được các yêu cầu chuyển giao trước làn sóng FDI rời Trung Quốc hậu đại dịch COVID-19 với ba lý do chính: quy mô doanh nghiệp Việt Nam nhỏ, số lượng doanh nghiệp công nghiệp hỗ trợ đạt yêu cầu về chất lượng rất ít, và khó cạnh tranh về giá so với Trung Quốc.

### Quốc tế

#### Truyền thông quốc tế
Một số hãng thông tấn, tòa soạn báo chí quốc tế đã phân tích sự "thành công" của Việt Nam trong việc đối phó dịch khi bối cảnh "có hệ thống chăm sóc sức khỏe yếu và ngân sách thấp cùng tình trạng dân số đông giáp biên giới với Trung Quốc".
Theo phân tích của các chuyên gia người Mỹ, Việt Nam đã rút kinh nghiệm từ dịch SARS 2002–2004 và đại dịch cúm 2009 khi thực hiện sớm cách ly xã hội, những hành động quyết liệt từ các nhà lãnh đạo chính trị và cơ chế nhà nước chuyên chế độc đảng đã nhanh chóng ứng phó hiệu quả với COVID-19 từ ban đầu. Do không có khả năng xét nghiệm diện rộng theo kiểu chống dịch của Hàn Quốc, Việt Nam thực hiện chính sách kiểm dịch cách ly nghiêm ngặt 14 ngày và truy dấu những người tiếp xúc với virus; thay vì phụ thuộc vào y học và công nghệ, bộ máy an ninh nhà nước Việt Nam đã áp dụng một hệ thống giám sát công khai rộng rãi cùng với một lực lượng quân đội được [công chúng] tôn trọng triển khai tốt. The Guardian đề cập những tấm áp phích cổ động tuyên truyền của Việt Nam phản ánh tinh thần thời chiến và chủ nghĩa dân tộc Việt Nam trên áp phích, cùng với hành động cách ly sớm và truy tìm các đối tượng tiếp xúc với người bệnh đã giúp Việt Nam tránh thảm cảnh mà châu Âu đang chịu đựng. 
Development Policy Centre nhận định Việt Nam thành công chống dịch do đóng biên sớm với Trung Quốc, kiểm dịch chặt chẽ người nhập cảnh, truy dấu người tiếp xúc với ca bệnh, tự phát triển kit xét nghiệm, lực lượng quân đội được triển khai kiểm dịch, truyền thông địa phương ủng hộ phản ứng của chính phủ và khuyến khích người dân tuân thủ, chính phủ Việt Nam có mức độ minh bạch đáng kinh ngạc. "Khi đại dịch lắng xuống, cả chế độ chuyên chế và dân chủ sẽ có những thành công và cả thất bại; thương hiệu mới về Việt Nam 'chuyên chế minh bạch' dường như đang thành công". BBC dẫn lời tiến sĩ Todd Pollack nói Việt Nam đã chọn cách phòng ngừa sớm và trên quy mô lớn, các biện pháp này 'cực đoan nhưng hợp lý'. The Washington Post phân tích "Việt Nam là một câu chuyện thành công ngoại lệ đặc biệt trong đại dịch... Việt Nam không phải quốc gia nổi tiếng về công nghệ như Hàn Quốc hay Đài Loan, cũng không phải một quốc gia diện tích nhỏ và dễ kiểm soát như Hồng Kông hay Iceland. Nó không tự do hay dân chủ như những quốc gia đã được ca ngợi rộng rãi khác. Ba sách lược được chính phủ Việt Nam sử dụng rộng rãi: Xét nghiệm và đo thân nhiệt, truy dấu mục tiêu, truyền thông liên tục... Có thể việc trở thành một nhà nước chuyên chế đã giúp nó hiểu được sự bùng phát [đại dịch] từ những ngày đầu". Một số tờ báo đề cập đến "máy ATM gạo" lắp đặt ở một số địa điểm tại Việt Nam, cho rằng phát minh trên sẽ "giúp ích rất nhiều cho những hoàn cảnh khó khăn trong mùa dịch". Asia Times khẳng định "thông qua đóng cửa biên giới sớm và hiệu quả, sự minh bạch chính thống hiếm thấy và chiến lược ngoại giao COVID-19 của Đảng Cộng sản Việt Nam đã giúp Việt Nam nhanh chóng nổi lên như một kẻ chiến thắng hậu đại dịch".
The Daily Telegraph ghi nhận "Việt Nam là quốc gia thành công nhất trong việc ngăn chặn COVID-19", Việt Nam không có người chết vì đại dịch khi so với các quốc gia giáp biên Trung Quốc như Hàn Quốc và Đài Loan. Chương trình truyền thanh The World trên hệ thống Public Radio International đặt câu hỏi "Việt Nam có phải là nhà vô địch chống virus corona của thế giới không?" khi so sánh hiệu quả chống COVID-19 của Việt Nam so với Hàn Quốc, Iceland, New Zealand, Đài Loan, Singapore; cho rằng Việt Nam hiện tại không nhận được nhiều tín nhiệm thỏa đáng so với các quốc gia kia dù dân số cao hơn tất cả các quốc gia đó cộng lại và không có tử vong nào. Chương trình đánh giá thấp khả năng Việt Nam che giấu các số ca nhiễm và tử vong, đồng thời dẫn lời các viên chức CDC Hoa Kỳ tín nhiệm các hoạt động chống dịch của chính phủ Việt Nam.
Hãng tin ABC của Úc đã nhận định "[Việt Nam] không có ca tử vong, đó là thành tựu chống dịch mà các quốc gia như Hoa Kỳ hay Ý có nằm mơ cũng không đạt được", đồng thời khẳng định thành tựu đó "khiến cả thế giới phải ganh tị". Modern Diplomacy phân tích Việt Nam xử lý đại dịch hiệu quả là điều phi thường khi có chung đường biên và kinh tế liên kết chặt chẽ với Trung Quốc; nhấn mạnh biện pháp cách ly toàn quốc một tháng, kiểm dịch 14 ngày khi nhập cảnh, truy dấu ca bệnh. Vị thế của Việt Nam tăng lên không chỉ vì ngăn chặn đại dịch mà còn tăng cường cung ứng vật tư y tế, cung cấp không chỉ cho ASEAN mà còn cả Hoa Kỳ, Nga, Đức, Pháp, Liên hiệp Anh, Nhật Bản. Trong một thế giới hậu corona, Việt Nam nổi lên như một người chơi toàn cầu quan trọng cả về kinh tế lẫn chiến lược.
Có những "lo ngại" về cách chính phủ Việt Nam kiểm soát dịch bệnh. Tháng 5/2020, nhà báo Bill Hayton và một tác giả Việt Nam với bút danh Trợ Lý Nghèo trên tạp chí Foreign Policy cho rằng thành công của Việt Nam trong đối phó dịch virus corona là dựa vào các cơ chế kiểm soát có sẵn và bảo vệ chế độ độc đảng. Theo họ, các cơ chế kiểm soát kiểm soát của Đảng Cộng sản Việt Nam về bất đồng chính kiến chuyển sang mục đích bảo vệ sức khỏe người dân quốc gia. "Chỉ có Việt Nam và Trung Quốc có thể làm như vậy thường xuyên mà không phải chịu sự giám sát của pháp luật hoặc quốc hội... Tuy cộng đồng quốc tế đã chỉ trích Việt Nam sử dụng cơ chế an ninh làm vi phạm quyền công dân trong quá khứ, quốc gia này hiện tại nhận được khen ngợi gần như nhất trí trong việc ngăn chặn đại dịch. Nhưng công cụ được sử dụng vẫn không thay đổi." Họ kết luận: "Việt Nam không cung cấp một mô hình mà nhiều nước khác muốn hoặc có thể thực hiện" Nhà báo David Hutt của báo Asia Times cũng đồng ý với quan điểm trong bài viết của Bill Hayton. Hutt còn cho rằng chính phủ Việt Nam đã đàn áp hoặc che đậy thông tin, như trong vụ "thảm sát" Đồng Tâm hoặc thảm họa môi trường Formosa. Về số liệu báo cáo của Việt Nam, hãng tin Reuters vào tháng 4/2020 cho rằng: "Chúng tôi [Reuters] không thể kiểm chứng độc lập độ chính xác của những số liệu xét nghiệm từ Chính phủ [Việt Nam]. Chính phủ Việt Nam không trả lời những câu hỏi về số liệu của họ và mức độ thông tin liên quan đến các ca nhiễm virus. Hai quan chức đang trực tiếp chỉ đạo việc chống virus không sẵn sàng để trả lời phỏng vấn."

#### Tổ chức quốc tế
Tổ chức Diễn đàn Kinh tế thế giới (WEF) nhìn nhận "[Việt Nam có] cơ chế quốc gia độc đảng và lực lượng an ninh–quân đội hùng hậu tổ chức tốt đã giúp đưa ra những quyết định nhanh chóng. Việt Nam có một nền văn hóa giám sát mạnh mẽ với những người sẽ thông tin về hàng xóm của họ nếu nghi ngờ có hành động sai trái. "Đây không phải là cách tiếp cận có thể thực hiện được trong các xã hội cởi mở hơn". Trong một tuyên bố của Cao ủy Nhân quyền Liên Hợp Quốc do Michelle Bachelet đưa ra vào tháng 5 năm 2020 đã bày tỏ lo ngại rằng tình trạng khẩn cấp do đại dịch coronavirus mới đang được nhiều chính phủ tự do cũng như độc tài ở châu Á–Thái Bình Dương sử dụng. Tuyên bố này chỉ đích danh 12 quốc gia, trong đó có Việt Nam, đã "bóp nghẹt những cuộc tranh luận công khai dưới danh nghĩa chống lại tin tức giả" như một cái cớ để hạn chế quyền tự do ngôn luận và quyền công dân.
Quỹ Tiền tệ Quốc tế (IMF) phân tích lý do vì sao Việt Nam là quốc gia đầu tiên dỡ bỏ lệnh cách ly xã hội. Tổ chức này khẳng định thành công của Việt Nam đến bằng kinh nghiệm của mình với các đợt bùng phát dịch trước đó cộng với việc ưu tiên cho sức khỏe hơn các vấn đề kinh tế cùng với sự giúp đỡ của quân đội, các dịch vụ an ninh công cộng và các tổ chức cơ sở cùng truyền thông hiệu quả và minh bạch. Ngoài ra, bỏ qua chiến lược miễn dịch cộng đồng, chi phí cao được áp dụng ở hầu hết các nền kinh tế tiên tiến để chống lại đại dịch, Việt Nam tập trung vào các trường hợp có nguy cơ cao và chỉ thực hiện 350.000 xét nghiệm, một tỷ lệ tương đối nhỏ trong dân số. Tuy nhiên, khoảng 1.000 người trên mỗi trường hợp được xác nhận đã được thử nghiệm, tỷ lệ cao nhất trên thế giới. IMF kết luận chính những lý do trên đã giúp Việt Nam đạt được thành tựu và để lại những bài học rộng lớn hơn cho các nước đang phát triển.
Tới ngày 30.12.2020, Việt Nam có tổng cộng 1.456 bệnh nhân mắc COVID-19, có tỉ lệ ca mắc COVID-19 trên 1 triệu dân thuộc loại thấp nhất thế giới (khoảng 15 ca trên 1 triệu dân). Tổ chức Y tế thế giới WHO cho rằng 'thành công chống Covid-19 của Việt Nam không phải một đêm mà có' và đánh giá đây là kết quả đầu tư nhiều năm cho hệ thống chống dịch và sự đoàn kết của Việt Nam.

#### Chính phủ nước ngoài
Đại sứ một số nước lên tiếng "khen ngợi" công tác phòng chống dịch của Việt Nam. Đại sứ Hoa Kỳ tại Việt Nam, Daniel Kritenbrink "ca ngợi" chính phủ và người dân Việt Nam rất chủ động, hợp tác và minh bạch trong việc chống dịch. Phái đoàn Hoa Kỳ cũng "ca ngợi" Việt Nam vì những nỗ lực kiểm dịch và đã hợp tác với đại sứ quán Việt Nam tại Hoa Kỳ. Giám đốc WHO khu vực Tây Thái Bình Dương, Takeshi Kasai, trong một cuộc họp báo cũng "khen ngợi" sự chỉ đạo quyết liệt của chính phủ Việt Nam trong việc thực thi các biện pháp kìm hãm sự lây lan của COVID-19. Đại sứ Na Uy tại Việt Nam, Grete Lochen thì khẳng định mình rất ấn tượng với những gì Chính phủ Việt Nam đã làm tới thời điểm này để phòng chống COVID-19, kể cả trong nước, ở khu vực và quốc tế. Trong khi đó, Đại sứ Italy tại Việt Nam Antonio Alessandro cho rằng, Việt Nam đang cho thấy hiệu quả trong cuộc chiến chống đại dịch. Người này cũng nhận định mặc dù Việt Nam có chung đường biên giới với Trung Quốc – quốc gia đầu tiên bùng phát virus, tuy nhiên với sự chỉ đạo quyết liệt từ chính phủ, Việt Nam đã kiểm soát tốt dịch COVID-19. Thay mặt Chính phủ Cuba, Lianys Torres Rivera đã bày tỏ sự ngưỡng mộ với các biện pháp phòng chống dịch mạnh mẽ và quyết liệt của Chính phủ Việt Nam cùng sự chung tay của người dân, kỉ luật nghiêm túc trong phòng, chống dịch. Rivera khẳng định kết quả này đã bị toàn thế giới ghi nhận và Việt Nam hoàn toàn xứng đáng với sự ghi nhận này. Ngoài ra, tại cuộc họp trực tuyến về hợp tác nghị viện chống đại dịch COVID-19 do Ủy ban Hợp tác liên nghị viện Hạ viện Indonesia tổ chức, Việt Nam cũng bị lãnh đạo một số nước đánh giá là một hình mẫu kiểm soát dịch bệnh có hiệu quả và mang lại thành công lớn. Cựu Phó Thủ tướng Đức người Đức gốc Việt Philipp Rösler cho rằng "Việt Nam thu hút được sự quan tâm của quốc tế nhờ sự hiệu quả của chính sách y tế cộng đồng và tinh thần sẵn sàng hỗ trợ các quốc gia khác chống dịch".